# Włodzimierz Krzyżosiak
Włodzimierz Józef Krzyżosiak (ur. 28 stycznia 1949 w Rawiczu, zm. 21 grudnia 2017 w Poznaniu) – polski biolog molekularny, profesor nauk biologicznych, długoletni pracownik naukowy Instytutu Chemii Bioorganicznej PAN w Poznaniu.

## Życiorys
Stn Teofila i Łucji. Absolwent I Liceum Ogólnokształcącego w Rawiczu z 1966. Był absolwentem chemii na Wydziale Matematyki, Fizyki i Chemii Wyższej Szkoły Pedagogicznej w Opolu, gdzie studiował w latach 1966–1971. W 1975, po studiach doktoranckich odbytych pod kierunkiem profesora Wiesława Antkowiaka, w Instytucie Chemii Uniwersytetu im. Adama Mickiewicza w Poznaniu nadano mu stopień doktora. Stopień doktora habilitowanego ze specjalnością z zakresu chemii bioorganicznej uzyskał w 1984, a tytuł profesora nauk biologicznych w 1993. Odbył liczne staże naukowe w renomowanych ośrodkach badawczych w Wielkiej Brytanii, Francji, Stanach Zjednoczonych i Japonii.
Zawodowo był związany z UAM, następnie z Instytutem Chemii Bioorganicznej PAN w Poznaniu, gdzie doszedł do stanowiska profesora zwyczajnego. Objął też kierownictwo Pracowni Genetyki Nowotworów, przekształconej później w Zakład Biomedycyny Molekularnej.
W swojej pracy naukowej zajmował się początkowo kwasami nukleinowymi, następnie zajął się zagadnieniami genetycznymi związanymi z powstawaniem chorób u człowieka – genetycznej predyspozycji do rozwoju pewnych chorób nowotworowych. Jako pierwszy odkrył w populacji polskiej nowe mutacje w genach BRCA1 i BRCA2 w raku sutka i jajnika. Odkrył także nowe struktury RNA tworzone przez krótkie sekwencje powtarzające się, a także wykazał ich rolę w patogenezie niektórych dziedzicznych chorób neurologicznych. Badał rolę sekwencji powtarzających się w genomie i transkryptomie człowieka. Był redaktorem książki Genom człowieka. Największe wyzwanie współczesnej genetyki i medycyny molekularnej, napisanej wraz z grupą studentów w początkach ery genomowej.
Od 2004 był członkiem korespondentem PAN. Był członkiem licznych towarzystw naukowych, m.in. Polskiego Towarzystwa Biochemicznego, Polskiego Towarzystwa Genetyki Człowieka, American Society for Biochemistry and Molecular Biology, American Association for the Advancement of Science i European Union for RNA Interference Technology.

## Odznaczenia i wyróżnienia
Odznaczony Krzyżem Kawalerskim (2000) i Krzyżem Oficerskim (2013) Orderu Odrodzenia Polski.
W 2007 otrzymał Nagrodę Fundacji na rzecz Nauki Polskiej w dziedzinie nauk przyrodniczych i medycznych za odkrycie mechanizmu selektywnego wyciszania informacji genetycznej mogącej prowadzić do chorób neurodegeneracyjnych.